# Rogas cerurae
Rogas cerurae är en stekelart som först beskrevs av William Harris Ashmead 1889.  Rogas cerurae ingår i släktet Rogas och familjen bracksteklar. Inga underarter finns listade i Catalogue of Life.